# Sabarje
Sabarje (russisch Забарье, deutsch Moterau) ist ein Ort in der russischen Oblast Kaliningrad. Er gehört zur kommunalen Selbstverwaltungseinheit Stadtkreis Gwardeisk im Rajon Gwardeisk.
Sabarje befindet sich hauptsächlich am ehemaligen Ort Heinrichshof, der seit 1928 zu Moterau gehörte.

## Geographische Lage
Sabarje liegt am westlichen Ufer der Deime (russisch: Deima), drei Kilometer nördlich der Rajonstadt Gwardeisk (Tapiau) unmittelbar nördlich der neuen Trasse der Föderalstraße A229. Durch den Ort verläuft die Regionalstraße 27A-028 (ex R512), welche die beiden Rajonstädte Gwardeisk und Polessk (Labiau) verbindet. Die nächste Bahnstation ist Gwardeisk an der Bahnstrecke Kaliningrad–Tschernyschewskoje (Königsberg–Eydtkuhnen/Eydtkau), einem Teilstück der einstigen Preußischen Ostbahn. Bis 1945 war Moterau Haltepunkt an der Bahnstrecke Tapiau–Labiau der Wehlau–Friedländer Kreisbahnen, die heute nicht mehr existiert.

## Geschichte
Das bis 1946 Moterau genannte Dorf fand im Jahre 1361 seine erste urkundliche Erwähnung. 
Im Jahre 1874 wurde es in den neu gebildeten Amtsbezirk Pomauden (russisch: Luschki, nicht mehr existent) eingegliedert, der bis 1945 bestand und zum Kreis Wehlau im Regierungsbezirk Königsberg der preußischen Provinz Ostpreußen gehörte. Im Jahre 1910 zählte Moterau 252 Einwohner.
Am 30. September 1928 vergrößerte sich die Landgemeinde Moterau um den Gutsbezirk Groß Schleuse, der mit dem Wohnplatz Heinrichshof eingemeindet wurde. Die Einwohnerzahl stieg bis 1933 auf 269 und betrug 1939 bereits 399.
In Kriegsfolge kam Moterau 1945 mit dem nördlichen Ostpreußen zur Sowjetunion. 1947 erhielt der Ort die russische Bezeichnung „Sabarje“ und wurde gleichzeitig dem Dorfsowjet Slawinski selski Sowet im Rajon Gwardeisk zugeordnet. Von 2005 bis 2014 gehörte Sabarje zur Landgemeinde Slawinskoje selskoje posselenije und seither zum Stadtkreis Gwardeisk.

## Kirche
Mit seiner vorwiegend evangelischen Bevölkerung war Moterau vor 1945 in das Kirchspiel der Kirche Goldbach (Ostpreußen) eingepfarrt. Es gehörte zum Kirchenkreis Wehlau in der Kirchenprovinz Ostpreußen der Kirche der Altpreußischen Union. Letzter deutscher Geistlicher war Pfarrer Ernst Struwe. Heute liegt Sabarje im Einzugsbereich der in den 1990er Jahren neu entstandenen evangelisch-lutherischen Gemeinde in Gwardeisk (Tapiau), einer Filialgemeinde der Auferstehungskirche in Kaliningrad (Königsberg) in der Propstei Kaliningrad der Evangelisch-lutherischen Kirche Europäisches Russland.